# Хамлин (Западная Виргиния)
Хамлин (англ. Hamlin) — город в штате Западная Виргиния (США). Административный центр округа Линкольн. В 2010 году в городе проживало 1142 человека. Хамлин входит в метрополитенский статистический ареал Хантигтона-Ашленда—Айронтона, в которой по переписи 2010 года проживало 287 702 человек.

## Географическое положение
Хамлин находится на востоке штата Западная Виргиния и является административным центром округа Линкольн. Он расположен на реке Мад-Ривер на дороге штата 3. Полная площадь города — 1,55 км².

### Климат
По классификации климатов Кёппена климат Хамлина относится к субтропическому влажному. Климат города характеризуется относительно высокими температурами и равномерным распределением осадков в течение года. Летом он находится под влиянием влажного, морского воздуха с океана. Среднее годовое количество осадков — 1107,4 мм. Средняя температура в году — 12,2 °C, самый тёплый месяц — июль (средняя температура 23,7 °C), самый холодный — январь (средняя температура 0,3 °C).

## История

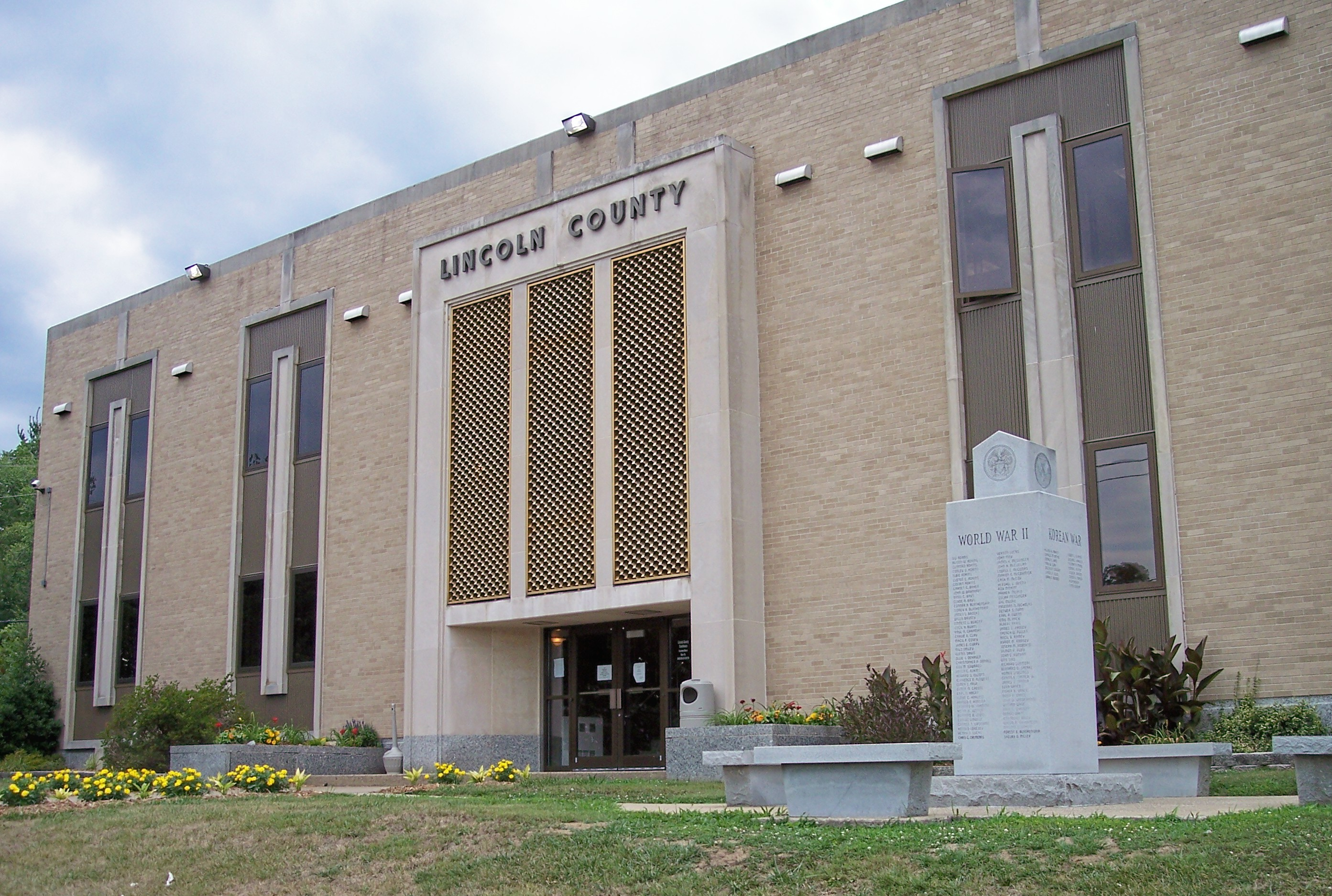
Здание окружного суда Линкольна

Первым поселенцем на территории Хамлина был Дэвид Стефенсон, построивший первую хижину в 1802 году. Город был создан Генеральной Ассамблеей Виргинии в 1853 году. Он был назван в честь часовни Хамлина. Во время гражданской войны, Хамлин захватывали обе армии. После войны в 1867 году город был выбран окружным центром нового округа Линкольн. К середине 1880-х Хамлин был расцветающим городом с пятью большими магазинами, двумя отелями, школой, мельницей, почтой, церковью, тремя докторами, шестью юристами.

## Население
По данным переписи 2010 года население Хамлина составляло 1142 человека (из них 46,2 % мужчин и 53,8 % женщин), 467 домашних хозяйств и 311 семей. Расовый состав: белые — 99,0 %, коренные американцы — 0,1 % и представители двух и более рас — 0,8 %.
Из 467 домашних хозяйств 43,5 % представляли собой совместно проживающие супружеские пары (15,0 % с детьми младше 18 лет), в 16,7 % семей женщины проживали без мужей, в 6,4 % семей мужчины проживали без жён, 33,4 % не имели семьи. В среднем домашнее хозяйство ведут 2,32 человек, а средний размер семьи — 2,82 человека. Доля лиц старше 65 лет — 8,8 %. Средний возраст населения — 40,4 лет. В 2014 году медианный доход на семью оценивался в 56 328 $, на домашнее хозяйство — в 35 469 $.
Динамика численности населения:
|  |